# Мегалониксы

Сравнение размеров мегалоникса (наземного ленивца) и человека

Мегалониксы (лат. Megalonyx, от др.-греч. μέγας — большой и ὄνυξ — коготь) — род вымерших гигантских ленивцев из семейства двупалоленивцевые. Мегалониксы жили в Северной Америке с верхнего миоцена по верхний плейстоцен, 10,3 млн — 11,7 тыс. лет назад. Мегалониксы происходят от рода наземных ленивцев Pliometanastes, появившихся в Северной Америке в позднем миоцене до Великого американского биотического обмена. Первая волна мегалонихид прибыла в Северную Америку через острова Центральноамериканского морского пути из Южной Америки до образования Панамского сухопутного моста. Согласно молекулярным результатам, их ближайшими родственниками являются трёхпалые ленивцы (Bradypus); более ранние морфологические исследования пришли к иному выводу.

## Описание

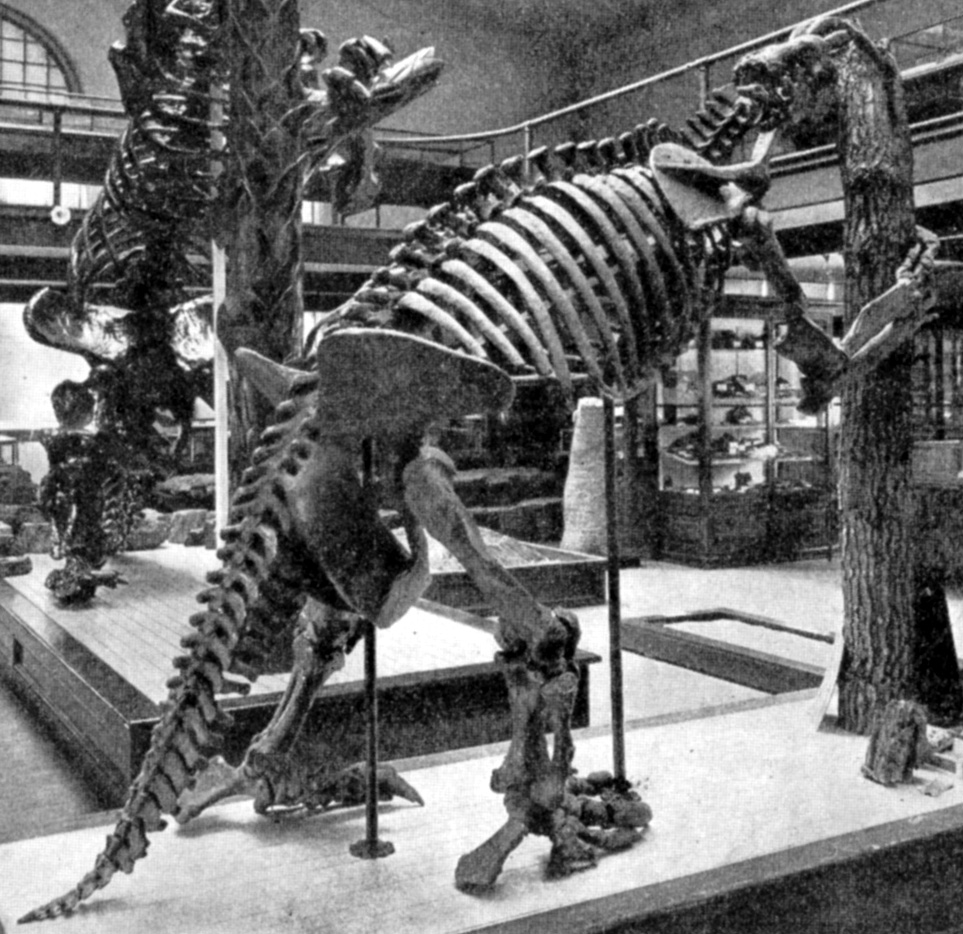
Скелет Megalonyx jeffersonii

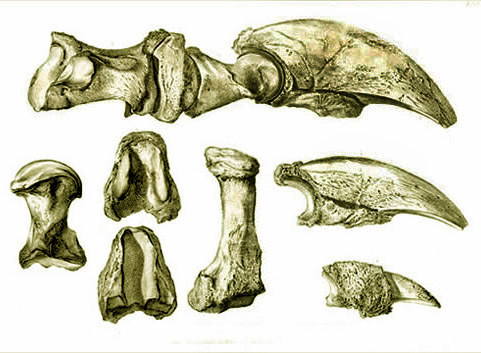
Когти Megalonyx jeffersonii

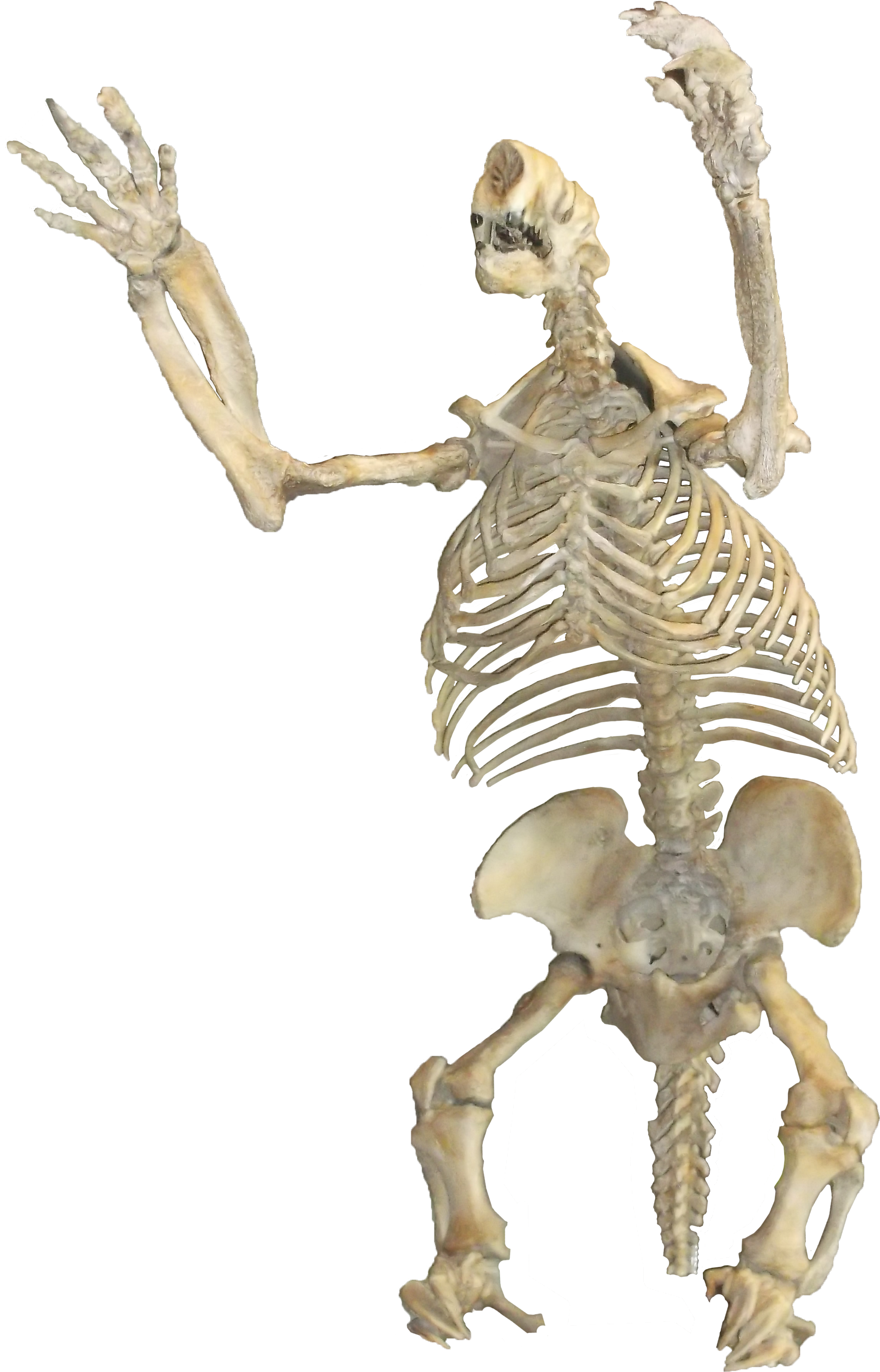
Скелет M. jeffersonii

Название Megalonyx предложил будущий президент Северо-Американских Соединённых Штатов Томас Джефферсон в 1797 году при выступлении в Американском философском обществе. Джефферсон основывался на экземпляре останков из западной Вирджинии, который позже отнесли к виду мегалоникс Джефферсона (Megalonyx jeffersonii). Это выступление считается началом палеонтологии позвоночных в Северной Америке.
Предками мегалониксов, вероятно, были ленивцы ископаемого рода Pliometanastes. Ближайшие ныне живущие родичи — двупалые ленивцы.
Останки мегалониксов находят также далеко на севере, вплоть до Аляски и бассейна реки Юкон.
Раскопки в Айове дают материал, позволяющий судить об образе жизни мегалониксов. Скелет взрослой особи был обнаружен вместе со скелетами двух детёнышей различных возрастов, что может означать заботу о потомстве различных поколений.
M. jeffersoni жил от иллинойского яруса (Illinoian Stage, средний плейстоцен, 150 тыс. лет назад) до ранчолабрийского яруса (поздний плейстоцен, 11 тыс. лет назад). M. jeffersoni, вероятно, произошёл от M. wheatleyi, который, в свою очередь, вероятно, произошёл от M. leptostomus.

## Образ жизни
Мегалоникс был крупным, массивным травоядным животным длиной около 3 метров. Максимальная масса оценивается в 1000 кг. Как и у других наземных ленивцев, у него была тупая морда, массивная челюсть и большие, похожие на колышки, зубы. Задние конечности стопоходящие (плоскостопые), и это, наряду с толстым хвостом, позволяло животному принимать полусидячее положение, чтобы питаться листьями деревьев. На передних конечностях было три сильно развитых когтя, которые, вероятно, использовались для того, чтобы нагибать и ломать ветви и сдирать с них листья.

## Классификация
По данным сайта Paleobiology Database, на октябрь 2018 года в род включают 8 вымерших видов:
- Megalonyx curvidens Matthew, 1924
- Megalonyx gigas Marsh, 1874
- Megalonyx jeffersonii Desmarest, 1822
- Megalonyx leptostomus Cope, 1893
- Megalonyx mathisi Hirschfeld & Webb, 1968
- Megalonyx obtusidens Webb & Perrigo, 1985
- Megalonyx validus Leidy, 1868
- Megalonyx wheatleyi Cope, 1871